# Leulène
La Leulène ou chemin de Leulène est une ancienne voie romaine ou pré-romaine, située en France, dans la région Nord-Pas-de-Calais, quasiment en ligne droite sur 50 km, allant de Thérouanne à Sangatte, peut-être identifiable au Portus Itius de César.
Ce fut au Moyen Âge l'une des routes les plus fréquentées menant vers l'Angleterre.
Le chemin aboutit au bord de la mer, à Sangatte, à proximité du tunnel sous la Manche. Un quartier de Sangatte porte le nom de chemin de Leulène.

## Toponymie
Un texte de 1566 la nomme Cauchie de Loeulinghe, nous constatons que le route passe par Leulinghem, nom formé sur un anthroponyme germanique, et par un deuxième Leulinghem : Nort-Leulinghem, à quoi s’ajoutent des hameaux dont les noms, formés sur le nom populaire de la voie, en montrent les déformations successives : Leuline hameau dans la commune de Zudausques, Leulène hameau dans la commune de Tournehem-sur-la-Hem, Leulingue hameau sur la commune de Saint-Tricat. Ainsi s’est créé le nom moderne de la voie : la Leulène, un nom auquel il faudrait se garder d’accorder une bien haute antiquité.

## Itinéraire
- de Sangatte, vers SE - Belle Vue - Les Moulins, Peuplingues (à proximité SW de l'entrée du tunnel) - traverse la voie ferrée - chemin de Leulingues à Hames-Boucres - D231 rue de Leulingues à Guînes - chemin de Leulène au nord de Forlinghem - rue de Leulène à Autingues - La Grande Rue - Zouafques - ... Lumbres ... - rue de Thérouanne à Bientques - rue Brocquoise à Herbelles - chemin de Leulène, rejoint la chaussée Brunehaut - Thérouanne
- Cartographie : Google Maps